# Класицизам (музика)
Класицизам у музици временски обухвата другу половину 18. и почетак 19. века. То је раздобље бурних друштвених промена - буди се либерално грађанство, развијају просветитељство и рационализам, мењају друштвене конвенције и улога уметности у друштву. За формирање класичног стила најзаслужнији композитори су Јозеф Хајдн, Волфганг Амадеус Моцарт и Лудвиг ван Бетовен који су живели и стварали у Бечу, па је у историји цела епоха названа "бечким класицизмом“.
Бетовен ће бити први музичар у историји који одбацује улогу дворског слуге, постаје самосталан уметник, скида перику која је била обавезна у дворској етикецији и у својој музици изражава идеале Француске буржоаске револуције исказане у пароли Слобода - једнакост - братство. То се најбоље огледа у Деветој симфонији, али сва Бетовенова дела одликује револуционарни, бунтовнички дух.

## Почетак класицизма
Средином 18. века Европа се окреће ка новом стилу у књижевности, архитектури, музици и уопштено уметности - генерално званом класицизам. Овај стил је настојао да опонаша античке идеале. Иако је још увек био уско везан са дворском културом и апсолутизмом, својом формалношћу и нагласком на ред и хијерархију, овај нови стил бива доста чистији и јаснији. Подржавао је чистије разлике између делова, светлије контрасте и боје, и једноставност више него комплексност. Овакав укус за структуралну јасност почиње да утиче и на музику, која се удаљава од слојевите полифоније барокног периода и полако али сигурно почиње да се приближава стилу званом хомофонија, где се мелодија свира преко подређене хармоније. Овај потез је значио да акорди постају преовладавајућа карактеристика музике, чак иако прекидају мелодијску глаткоћу појединачних делова. Као резултат добивена је звучнија тонална структура музичког дела (де\\ла). Пошто полифона текстура више није била главни фокус музике (изузев развојног дéла) него то сада постаје једна мелодијска линија са пратњом - јавља се много већи нагласак на динамику и фразирање. Поједностављеност структуре учинила је овакве инструменталне детаље много битнијима, а карактеристични ритмови такође постају битнију у успостављању и уједињењу тонова појединачних ставова. Форме попут соната и концерата постају доста одређеније, са исто тако специфичнијим правилима, а Кончерто гросо (концерт за више од једног музичара) бива замењен соло концертом (концертом са само једним солистом) и самим тим акценат се ставља на солисту и његове како музичке, тако и техничке способности изражавања. Иако је веома тешко дефинисати тачно трајање неког уметничког правца, смрт Јохан Себастијан Баха 1750. године, и смрт Лудвиг ван Бетовена 1827. године јасно указују на период класицизма у оквиру граница тих година. Али се такође, као битна фигура у прелазу између барока и класицизма, сматра Доменико Скарлати, италијански композитор чији се јединствен стил компоновања снажно повезао са раним периодом класицизма. Стога, као најшири и најпотпунији оквир трајања класицизма може да се сматра период од 1730. године до 1827. године.

## Прелаз из барока у класицизам (од 1730. до 1750. године)
Испрва, нови стил је преузео форме барока: троструку арију 'да капо', 'симфонију', и 'кончерто'. Али ови облици су у новом стилу ипак садржали једноставније делове, детаљније исписане украсе и наглашенију поделу целина. Ипак, током времена, нова наизглед само естетика, проузроковала је радикалне промене у начину састављања композиција док је основни распоред и изглед тих истих промењен. Композитори овог времена су тежили ка драматичним ефектима, упечатљивим мелодијама и јаснијим текстурама. Поред Доменико Скарлатија који је познат по својих 555 соната за клавијатуре, шпански композитор Антонио Солер је такође искомпоновао велики број соната за клавијатуре које су ипак више варирале у форми од Скарлатијевих. Барокна музика генерално користи много "хармонских фантазија" и не концентрише се превише на музичке фразе, мотиве или на структуру музичког дела. У класичном периоду хармонске функције су једноставније, али свакако структуре дела, фразе и мотиви су много битнији и детаљнији него што су били у барокном периоду. Кристоф Вилибалд Глук, који је поставио темеље за реформу опере, такође је избацио поприличну количину слојевитости и импровизационих украса и фокусирао се на тачке модлуација и прелаза, правећи моменте где се хармонија мења жаришнима и напетима, омогућавајући тако истовремено моћне и драматичне смене емотивних развоја музике. Пошто је био један од најпознатијих композитора тог времена Глук је изнедрио велик број имитатора, један од којих је и Антонио Салијери. Период између барока и успона класицизма познат је под многим именима: галант, рококо, пред-класицизам или рани класицизам. Музика се тада налазила на прекретници: стари мајстори су имали технику и знање, али је публика жудела за нечим новим, што је управо један од разлога због ког је Карл Филип Емануел Бах био добро прихваћен јер је поседовао разумевање старих форми али је знао како да их презентује у новом руху и разноврснијем облику.

## Од 1750. до 1755. године
Већ крајем 1750-их десио се процват новог стила - класицима, са центрима у Италији, Бечу, Манхајму и Паризу. У овом периоду, први велики мајстор класицизма био је композитор Франц Јозеф Хајдн. Јозеф Хајдн је био истакнут и плодан композитор класицизма, рођен у Рохрау - Аустрији, 31.03. 1732. године. Био је од изузетног значаја у развоју камерне музике и клавирског трија, а његови доприноси самој музичкој форми су га прозвали "оцем симфоније" и "оцем гудачког квартета". Хајднов рад је био централан у развоју класичног сонатног облика. Ипак за разлику од Моцарта и Бетовена, он је био посебно склон "једнотематској експозицији". Хајднова инвентивност га је навела да интегрише и фугу у класичну форму. Крајем 1750-их је почео компоновати симфоније, а до 1761. је искомпоновао триптихон (Јутро, Подне, Вече). Током периода "Штурм унд дранг” (олуја и нагон), најпознатија дела су: симфонија "Трауер” бр. 44; "Симфонија опроштаја" бр. 45 у фис-молу; клавирска соната у Ц-дуру (Hob. XVI/20, L.33); "Шест гудачких квартета Оп. 20" и још многа друга дела. Овај период је у Хајдну пробудио жељу за већим и драматичнијим контрастима као и емитовано више допадљивим мелодијама, које су изоштравале карактер и индивидуалност. У 1760-им је искомпоновао преко 40 симфонија. Крај овог периода сматра се почетком "озбиљног класицизма". Такође позната дела из његовог каснијег рада јесу: 12 лондонских симфонија и 2 касна ораторијума "Стварање” и "Сезоне”. Написао је 14 опера, 52 сонате за клавир, 108 симфонија и још много других дела. Његово укупно стваралаштво се састоји од 750. разноврсних композиција.

## Од 1775. до 1790. године
До овог периода Хајдн је радио већ више од деценије као музички директор за принца, имао је много више извора и простора да компонује од осталих али да обликује снаге које би изводиле његову музику. Шанса није протраћена, како је Хајдн кренувши поприлично рано са својом каријером, увек тежио да гура напред и унапређује технику за грађење идеја његове музике. Његово следеће битно дело је "Оп. 33 гудачких квартета" (1781), где се мелодијске и хармонске улоге испреплићу међу инструментима. Хајднов дар музици је био његов начин компоновања, начин структурисања рада, који је у исто време био у складу са владајућом естетиком новог стила. Ипак, његов млађи савременик, Волфганг Амадеус Моцарт је спојио своју генијалност и Хајднове идеје и применио их на 2 најбитнија жанра тог времена: оперу и виртуозни концерт. Док је Хајдн проводио доста свог времена као дворски композитор, Моцарт је желео јавни успех у концертном животу градова. То је значило опера и виртуозна извођења. Моцарт је рођен 27. јануара 1756. године у Салзбургу. И већ са 5 година почео је да компонује. Током овог периода класицизма, тачније 1775. године Моцарт је искомпоновао 5 виолинских концерата (јединих 5 које је икада написао) који су постепено расли у својој музичкој софистицираности. 1776. године, своје напоре је уложио у клавирске концерте кулминиране концертом у Ес-дуру ране 1777. године, који је критика сматрала његовим пробојем. С обзиром да Моцарт није претерано добро зарађивао у Салзбургу, у потрази за послом упутио се на путовања у Аугзбурт, Манхајм, Париз и Минхен. Од познатијих дела које је Моцарт написао на Париским путовањима су: клавирска соната у а-молу К. 310/330d и Париска симфонија бр. 31, ова дела су изведена у Паризу 12. и 18. јуна 1778 године. 1781. године Моцартова опера Идоменео је сматрана поприличним успехом у Минхену. Следећег марта Моцарт је позан у Беч, и управо тај долазак је убрзао процес развоја класичног стила. Моцарт је упио спој италијанске бриљантности и немачке повезаности. Његов својствен укус ка ритмички комплексним мелодијама и фигурама, дугим једноставним лирским мелодијама и виртуозним додацима - је стопљен са разумевањем формалне кохерентности и унутрашње повезаности. Током ове деценије јавност почиње препознавати да су Моцарт и Хајдн достигли виши ниво и стандард музичког компоновања. Такође, током ове деценије Моцарт је искомпоновао своје најпознатије опере: Идоменео - краљ Крита; Отмица из Сараја; Гуска из Каира; Заблудели младожења; Фигарова женидба; Дон Хуан; 6 касних симфонија (Хафнер, Праг, Велики г-мол, Јупитер итд...) које су допринеле редефинисању жанра, и низ клавирских концерата који још увек стоје као сам врх те форме. Један композитор који је утицао на ширење озбиљнијег стила који су Моцарт и Хајдн формирали био је Муцио Клементи, даровит виртуоз на клавиру који се суочио са Моцартом у "дуелу" пред царем, где су обојица импровизовали и изводили своје композиције. Клементијеве сонате су циркулисале на широко, и он је постао најуспешнији композитор у Лондону током 1780-их година.

## Од 1790. до 1827. године
Када су Моцарт и Хајдн почели компоновати, симфоније су се изводиле као појединачни ставови - испред, иза или између осталих дела - и већина њих је трајала само 10 или 12 минута; инструменталне групе су имале различите стилове свирања а континуо је био централни део музичког стварања. У овом периоду социјални свет музике се драматично променио. Међународне публикације и турнеје су експлозивно порасле и настала су концертна друштва. Нотни запис је постао детаљнији и описнији, а шематски радови су поједностављени (но ипак разноврснији у самој њиховој разради). 1790. године непосредно пре Моцартове смрти, док се његова репутација рапидно ширила - Хајдн се спрема за серију успеха, где су најзначајнији његови касни ораторијуми и Лондонске симфоније. Композитори из Париза, Рима и читаве Немачке се окрећу ка њима и њиховим (Моцартовим и Хајдновим) идејама о музичкој форми. 1791. година је последња година Моцартовог живота и један сјајан период његове продуктивности. Искомпоновао је много тога, укључујући нека од његових најпознатијих и најцењенијих радова: опера "Чаробна фрула”; клавирски концерт у Б-дуру К. 595 (Моцартов последњи клавирски концерт); концерт за кларинет у А-дуру К. 622; последњи у његовој сјајној серији гудачких квартета - квартет у Ес-дуру; мотет "Аве верум корпус" (истинско тело) К. 618; и славни незавршени реквијем К. 626 у д- молу Публика је била одушевљена његовом Чаробном фрулом коју је извео неколико пута од њене премијере до своје смрти, а "Мала масонска кантата" К. 623 је премијерно изведена 15. новембра 1791. године. Моцарт се разболео 6. септембра 1791. године. Због болести, бива везан за кревет, али је психички био окупиран задатком да заврши свој Реквијем у д-молу. Нажалост, до своје смрти успио је завршити само уводни став (Реквијем аетернам) у свим оркестарским и вокалним деловима. Моцарт је преминуо у свом дому 5. децембра 1791. године, 1 час после поноћи, у тридесет петој години живота. Доба после његове смрти бележи нова генерација композитора рођена око 1770. године. Иако су одрасли уз ранији стил класицизма, упознати су са Хајдновим и Моцартовим радом, и њиховим нагонима ка већој експресивности. 1788. године Луиђи Черубини одлази у Париз и 1791. године компонује "Лодоиску”, оперу која га диже у славу. Стил ове опере је чиста и очигледна рефлексија утицаја одраслог Хајдна и Моцарта, где инструментализација поседује такву тежину, каква још није виђена у великој опери. Његов савременик Етиен Николас Мехул је проширио инструменталне ефекте својом опером 1790. године "Euphrosine et Coradin" коју прати низ успеха. Најсудбоноснији од нове генерације био је Лудвиг ван Бетовен који је покренуо свој многобројни опус 1794. године са 3 клавирска трија. Заједно са Јохан Непомук Хумелом и Франц Шубертом (који је такође стварао на граници романтизма и класицизма), сматрали су се авангардом композитора са широком променом у стилу и центру музике класицизма. Они су проучавали међусобна дела, међусобно су копирали музичке гестикулације, и понекад су се на тренутке понашали као свадљиви супарници. Кључна разлика овог од претходних таласа видљива је у силазној смени мелодија, продуженом трајању ставова, прихватање Хајдна и Моцарта као парадигматике - идеалних стандарда; веће и интензивније кориштење потенцијала клавијатуре, смене са вокалних на пијанистичке делове, растућа примена мола и модалне двосмислености, и повећана битност различитих успутних фигура које доприносе текстури као елементу музике. Укратко, касни класицизам је тежио ка намерно комплекснијој музици. Директан утицај барока бледи, па је басо континуо све ређи као средство повезивања композиције у извођењу. Снага ових промена постала је евидентна у Бетовеновој 3. симфонији у Ес-дуру, под називом Ероика. Агресивна примена сваке од карактеристика класичног стила: дужине, амбициозности и хармонске искористивости, одвајају ову симфонију од осталих савременика

## Инструменти
Инструменти коришћени у класизицму су: гудачки (виолина, виола, виолончело, контрабас), дрвени дувачки (басет кларинет, басет хорна, кларинет д'амор, класични кларинет, бакље), инструменти са клавијатурама (клавикорд, фортепијано, чембало), лимени дувачки инструменти (француска хорна, претходник тубе, претходник тромбона).